# Portage (Utah)
Pour les articles homonymes, voir Portage.
Le village de Portage est situé dans le comté de Box Elder, dans l’État de l’Utah, aux États-Unis. Lors du recensement de 2000, sa population s’élevait à 257 habitants.

## Histoire
La localité a été nommée par Lorenzo Snow, cinquième président de l’Église de Jésus-Christ des saints des derniers jours, qui a lui a donné le nom du comté dans lequel il est né : le comté de Portage, dans l’Ohio.

## Source
- (en) Cet article est partiellement ou en totalité issu de l’article de Wikipédia en anglais intitulé « Portage, Utah » (voir la liste des auteurs).